# چبیئن، وئیودشیپ لور سیلسیان
چبیئن، وئیودشیپ لور سیلسیان (به لاتین: Trzebień, Lower Silesian Voivodeship) یک سکونتگاه مسکونی در لهستان است که در Gmina Bolesławiec واقع شده‌است.

## خصوصیات
چبیئن ۷۷۰ نفر جمعیت دارد.